# Wallarah-Nationalpark
Der Wallarah-Nationalpark ist ein Nationalpark im Osten des australischen Bundesstaates New South Wales, 83 km nordöstlich von Sydney und 26 km südwestlich von Newcastle.
Im Park ist typische Küstenlandschaft südlich von Caves Beach und östlich des Lake Macquarie geschützt. Der Pacific Highway durchschneidet den Park. Mögliche Freizeitaktivitäten sind wandern, schwimmen, surfen und fischen. Besonders erwähnenswert ist die gute Möglichkeit der Walbeobachtung.